# Sektion (biologi)
Sektion (latin: Sectio), förkortad Sect. är en taxonomisk nivå. En sektion kan delas in i undersektioner (latin singularis: subsectio), förkortad subsect..
Inom botaniken, mykologin och fykologin regleras "sektion" av ICN och betecknar en nivå mellan släkte och art enligt: Släkte (genus), undersläkte (subgenus), sektion (sectio), undersektion (subsectio), serie (series), underserie (subseries), art (species). Dessa extranivåer har visat sig behövliga för att man skall få hanterliga grupperingar av, exempelvis, apomiktiska småarter.
Inom zoologin regleras "sektion" inte av ICZN och beteckningen har (liksom "falang", "tribus", "serie", "kohort" etcetera) använts för att beteckna en nivå mellan klass och ordning, mellan ordning och familj,  mellan familj och släkte eller mellan släkte och art.
Inom bakteriologin är "sektion" enligt International Code of Nomenclature of Prokaryotes en informell beteckning för en nivå mellan undersläkte och art, som inte regleras av koden.